# Canção da Volta (filme)
Canção da Volta é um filme do diretor brasileiro Gustavo Rosa de Moura , produzido pela Mira Filmes e lançado no Brasil em 2016.  O filme foi exibido na Mostra Internacional de Cinema de São Paulo de 2016, no 18º Newport Beach Film Festival (EUA) e Rendezvous With Madness Film Festival de 2017 (Canadá). 

## Sinopse
Julia (Marina Person) e Eduardo (João Miguel) formam um casal que se ama, mas que precisa aprender a lidar com os problemas que surgem em seu caminho. O longo casamento dos dois é assombrado por fantasmas e é carregado com a responsabilidade que têm em criar seus filhos. Ultrapassar os seus problemas só depende dos dois, mas essa pode ser a tarefa mais difícil. 

## Elenco
- João Miguel....Eduardo
- Marina Person....Julia
- Marat Descartes....Paulo

## Carreira
| Festivais                                                               |
| ----------------------------------------------------------------------- |
| Mostra Internacional de Cinema de São Paulo 2016 (Brasil, São Paulo/SP) |
| 18th Newport Beach Film Festival (EUA)                                  |
| Rendezvous With Madness Film Festival 2017 (Canadá)                     |